# Polícia Civil do Estado de Goiás
A Polícia Civil do Estado de Goiás é uma das polícias de Goiás, Brasil, órgão do sistema de segurança pública ao qual compete, nos termos do artigo 144, § 4º, da Constituição Federal e ressalvada competência específica da União, as funções de polícia judiciária e de apuração das infrações penais, exceto as de natureza militar.

## Cargos policiais
| Delegado de Polícia | Escrivão de Polícia | Agente de Polícia |
| ------------------- | ------------------- | ----------------- |
| Substituto          | 3° Classe           | 3° Classe         |
| 2° Classe           | 2° Classe           | 2° Classe         |
| 1° Classe           | 1° Classe           | 1° Classe         |
| Classe Especial     | Classe Especial     | Classe Especial   |

## Organização policial

### Estrutura básica
- Conselho Superior da Polícia Civil
- Gabinete do Delegado-Geral da Polícia Civil
- Adjuntoria-Geral
- Gerência de Administração e Finanças
- Gerência de Assessoria Técnico-Policial
- Departamento de Polícia Judiciária
- Gerência de Planejamento Operacional
- Delegacias Especializadas Estaduais
- Delegaciais Regionais
- Delegacias Distritais
- Delegacias Especializadas Municipais[4]

### Delegacia de polícia
A Polícia Civil do Estado de Goiás, dirigida pelo Diretor-Geral de Polícia Civil, desenvolve os serviços públicos da sua competência, basicamente, através dos Distritos Policiais. Os distritos distribuídos pelo território estadual, são, nas suas circunscrições, o centro das investigações e dos demais atos de polícia judiciária e pontos de atendimento e proteção à população. São 26 distritos policiais na Capital e 19 Delegacias Regionais no Estado

### Padronização do procedimento
Existe um padrão organizativo e de rotinas, desenvolvido desde a criação da Polícia Civil, em 1808, quando da instituição da Intendência Geral de Polícia da Corte e do Estado do Brasil, logo disseminado para todo o país. Reformas posteriores no Império e na República mantiveram um modelo nacional. Desde 1871 as investigações policiais são formalizadas no Inquérito Policial, previsto no Código de Processo Penal.

### Investigação especializada

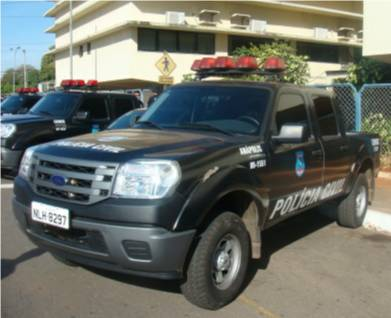
Veículo da frota de 2011

Em apoio as delegacias distritais, surgiram as delegacias especializadas decorrentes do desenvolvimento da atividade criminosa que também se especializou, organizou-se em quadrilhas e estendeu as suas ações por largas faixas territoriais. As principais delegacias especializadas reprimem o tráfico de entorpecentes, o roubo e o furto, inclusive de automóveis, as fraudes ou defraudações, sendo certa a inclusão das delegacias de homicídios dentre essas unidades pela importância do bem jurídico protegido que é a vida humana. 
A Polícia Civil de Goiás conta com as seguintes unidades
especializadas:                                               
Delegacia de Polícia de Apuração de Atos Infracionais - DEPAI
Delegacia de Polícia Interestadual - POLINTER
Delegacia de Proteção à Criança e ao Adolescente - DPCA
Delegacia Especializada no Atendimento à Mulher - DEAM (Goiânia)
Delegacia Especializada em Investigações de Crimes de Trânsito de Goiânia - DICT
Delegacia Estadual de Capturas – DECAP
Delegacia Estadual de Investigações Criminais - DEIC
Grupo Antirroubo a Banco (GAB)/DEIC
Grupo Antissequestro (GAS)/DEIC
Grupo de Repressão a Estelionato e Outras Fraudes / DEIC
Grupo de Repressão a Roubo em Residência / DEIC
Grupo Tático 3 (GT3)
Delegacia Estadual de Investigações de Homicídios - DIH
Delegacia Estadual de Repressão a Crimes Contra a Administração Pública - DERCAP
Delegacia Estadual de Repressão a Crimes Contra a Ordem Tributária - DOT
Delegacia Estadual de Repressão a Crimes Contra o Consumidor - DECON
Delegacia Estadual de Repressão a Crimes Contra o Meio Ambiente - DEMA
Delegacia Estadual de Repressão a Furtos e Roubos de Cargas - DECAR
Delegacia Estadual de Repressão a Furtos e Roubos de Veículos Automotores - DERFRVA
Delegacia Estadual de Repressão a Narcóticos - DENARC

### Operações especiais

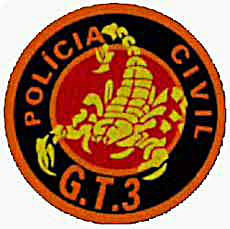
Insígnia do G.T.3

Formado em 1999, o G.T.3 – Grupo Tático 3  é a unidade de operações policiais especiais da Polícia Civil. Tem a finalidade de dar apoio operacional e técnico aos outros órgão policiais, principalmente, no combate ao crime organizado e às quadrilhas de marginais de acentuada periculosidade. Atuam, também,  no resgate de reféns, escolta de presos com possibilidade de tentativa de resgate, proteção à testemunhas e ações conjuntas com outros órgãos da segurança pública..